# Interesse pubblico
Per interesse pubblico (o pubblico interesse) in diritto si intende l'interesse proprio della pluralità o collettività di individui che è la comunità costitutiva dell'ordinamento giuridico di riferimento, considerata come unità.

## Descrizione

### Nozione tradizionale
Nel passato e fino agli anni ottanta, era piuttosto agevole definire l'interesse pubblico come il fine che ogni pubblica amministrazione deve perseguire ed attuare, secondo il principio della massimizzazione dell'interesse primario, a fronte di tutti gli altri interessi cosiddetti "secondari" (cioè per definizione comprimibili e sacrificabili). Solo una norma di legge poteva qualificare come pubblico un interesse ed attribuirne la cura alla comunità nazionale e alle comunità minori (Province, Comuni, ecc.), espressione dei principi di autonomia e decentramento.
La qualificazione di un determinato interesse come pubblico avveniva in astratto da parte dell'ordinamento, fino a pochi anni fa, attraverso due piani: il piano organizzativo (per cui la norma individuava un centro organizzativo pubblico, ad es. un Ministero, che viene preposto alla cura di un dato settore) e il piano del conferimento delle competenze (la legge disponeva una delega ad un centro organizzativo la competenza ed i relativi poteri per provvedere in una data materia).
Ne derivava che l'organizzazione della pubblica amministrazione, strutturata ancora sul modello ministeriale di derivazione ottocentesca, disponendo di proprie risorse e dotata di autonomia in tutti i settori, rispondeva in maniera abbastanza coerente ed efficiente al raggiungimento del «fine pubblico».

### Attuale nozione
Dottrina autorevole e maggioritaria già da tempo ha osservato che non esiste una nozione unitaria di pubblico interesse, e che pertanto occorre distinguere tra:
1. interessi pubblici astratti e generali, che qualificano teleologicamente l'agire amministrativo, nel senso che il potere amministrativo è vincolato immutabilmente nel fine dalla norma, è funzionalizzato al perseguimento dell'interesse della comunità per il quale è stato attribuito (es. legge n. 349 del 1986, che attribuisce istituzionalmente al Ministero dell'Ambiente la cura dell'ambiente), ed è valorizzato dall'utilizzo di alcuni strumenti (es. le conferenze di servizi, atti di concerto che coordinano gli interessi pubblici di una pluralità di amministrazioni, ecc.);
2. interessi pubblici concreti, o settoriali, che per loro natura sono mutevoli, sfuggenti, in continua trasformazione perché legati ai fini selezionati dalle singole amministrazioni e modellati sulle esigenze variabili della collettività (es. nel potere di pianificazione territoriale, l'autorità urbanistica deve valutare discrezionalmente se privilegiare –rispetto ad una data zona del piano– l'interesse pubblico "economico-produttivo" che richiederebbe la realizzazione di uno stabilimento, o l'interesse pubblico "abitativo" che richiederebbe la realizzazione di un parco naturale).

Accanto agli interessi pubblici generali, dunque, possono configurarsi interessi pubblici particolari, specifici, ascrivibili a singole amministrazioni e dunque parziali, che possono sovrapporsi o contrapporsi ai primi: fintanto che questi restano interessi di settore, sono gerarchicamente subordinati ai primi e quindi non possono prevalere su di essi, tanto più che nell'attuale ordinamento risultano addirittura recessivi.

### Nuovi interessi pubblici emergenti
I mutamenti legislativi, strutturali e politici degli ultimi due decenni hanno determinato una sorta di "mutazione genetica" dell'Amministrazione pubblica: da complesso autoritativo e burocratico (che stilizzava la società di tipo industriale in cui l'assetto gerarchico-piramidale costituiva la regola) a "rappresentante" della comunità pluriclasse (intesa come società di carattere post-industriale o dei servizi, caratterizzata dalla orizzontalità dei rapporti in senso partecipativo e democratico e come sommatoria di tutti gli interessi individuali di cui essa cura la promozione e lo sviluppo).
Di conseguenza, anche la nozione tradizionale di interesse pubblico è divenuta anacronistica, nettamente insufficiente a rappresentare le tensioni sociali. In più, l'irrompere sempre più pervasivo del diritto comunitario e la cosiddetta globalizzazione dell'economia hanno determinato non pochi mutamenti dei fini pubblici: la moderna dottrina, al posto della vecchia dicotomia tra "interessi legittimi individuali" e "interessi pubblici generali" ha pertanto proposto quella tra «diritti di terza generazione» e «interessi pubblici emergenti».
L'individuazione degli interessi pubblici emergenti è strettamente correlata alla nuova impostazione comunitaria derivante dal Trattato di Maastricht e dal Trattato di Amsterdam (di cui alla legge n. 209 del 1998), nonché con la tematica della deregolamentazione che consegue al processo di integrazione europea.
La nuova concezione dello Stato-comunità, che si sostituisce a quella (più oscura) di Stato-persona postula che i veri soggetti di diritto sono le "comunità", cioè i cittadini (sia come singoli sia nelle formazioni sociali), cui spetta la sovranità ai sensi dell'art. 1 della Costituzione, e che la nozione tradizionale di interessi pubblici è divenuta inattuale, tenuto conto che il vero soggetto giuridico non è l'ente pubblico ma la comunità (ciò ha avuto notevoli ripercussioni in ordine alla natura del cd. danno erariale, perché questo non è più identificabile come "danno individuale alla persona giuridica pubblica", ma va ricostruito come "danno alla comunità", ossia alla collettività dei consociati).
I cd. "diritti di terza generazione" sono identificati nelle nuove posizioni soggettive che conformano l'attività della p.a. a tutti i livelli e in tutti i settori: questi hanno natura di «interessi collettivi», e sono posti in funzione di limitazione dei poteri della p.a., come ad es. il diritto all’ambiente, la tutela degli utenti e dei consumatori, il diritto di accesso, la privacy e tutti gli altri "diritti sociali" previsti dalla Carta sociale europea –firmata a Strasburgo il 3 maggio 1996 dai Paesi dell'Unione europea e ratificata dall'Italia con legge n. 30 del 1999.
Gli "interessi pubblici emergenti", di fondamento comunitario, che vanno a soppiantare alcuni «stagionati pubblici interessi» di carattere parziale (cioè quelli specifici perseguiti dalla singola Amministrazione).

I nuovi interessi generali primari, come ad es. la tutela del libero mercato e della concorrenza, l'economicità-efficacia-efficienza della p.a., il principio di trasparenza, e via dicendo, sono strettamente correlati con la nuova impostazione comunitaria del mercato, la cui cura può essere affidata indifferentemente ad un soggetto privato (si pensi alla cd. esternalizzazione della gestione dei pubblici servizi) o ad una p.a. (ma in questo caso l'Amministrazione deve "cambiare volto", strutturandosi sul modello dell'economia di mercato e riducendo al minimo il ricorso all'attività autoritativa in favore dell'utilizzo di strumenti di diritto comune).

### Cura dell'interesse pubblico
Tradizionalmente, si parla di "cura di interessi pubblici" per intendere l'attività (indifferentemente) pubblicistica o privatistica posta in essere dalla pubblica amministrazione. Quest'ultima può infatti perseguire fini pubblici non solo mediante l'esercizio di pubbliche funzioni e pubblici poteri, ma anche quando ponga in essere un'attività sottoposta -in tutto o in parte- alla disciplina prevista per i rapporti tra soggetti privati.

### Tutela dell'interesse pubblico
L'ordinamento tutela solo indirettamente l'interesse pubblico, o meglio gli interessi pubblici in conflitto, perché l'attività amministrativa, come si è detto, si connota indipendentemente dal soggetto che la svolge e dalla natura pubblica o privata degli atti posti in essere.
La stessa giustizia amministrativa spesso si limita ad essere uno strumento per realizzare la situazione giuridica soggettiva del privato leso dalla condotta pubblica.
L'Adunanza Plenaria del Consiglio di Stato (n. 4/1999) ha sostanzialmente affermato che è configurabile un'attività amministrativa non solo quando l'amministrazione eserciti pubbliche funzioni e pubblici poteri, ma anche quando essa persegua il proprio interesse pubblico concreto (cioè le proprie finalità istituzionali) «mediante un'attività sottoposta –in tutto o in parte– alla disciplina prevista per i rapporti tra i soggetti privati».
La Quinta sezione del Consiglio di Stato (1999) ha ritenuto che la p.a. può non aggiudicare un appalto all'imprenditore aggiudicatario, qualora si verifichino «gravi ed eccezionali casi di tutela dell'interesse pubblico», come, per esempio, l'eccessiva onerosità del prezzo indicato nell'offerta risultata aggiudicataria.
La Corte di Giustizia europea (decisione n. 416/1999) ha poi configurato come «interesse legittimo dello Stato» alcuni valori primari (l'ordine pubblico, la sicurezza e la sanità pubblica) da tutelare, in una fattispecie in cui un cittadino extracomunitario chieda la proroga di un permesso di soggiorno pur essendo venuto meno il motivo iniziale alla base del rilascio del permesso stesso.
La Corte dei conti (Sezioni riunite, sentenza n. 544/87) ha ravvisato la propria giurisdizione come «posta a tutela di interessi generali o di beni collettivi, a prescindere dalla loro organizzazione nell'àmbito di pubblici apparati e dalla loro assunzione nel patrimonio degli stessi (condizione, quest'ultima, della loro valutabilità economica e della loro risarcibilità)», e dunque ha configurato il cd. danno erariale tutte le volte che vi è un «interesse della comunità che si deve tutelare», un interesse però che «sia divenuto, per scelta dell'ordinamento, l'interesse di un apparato pubblico e sia economicamente valutabile perché facente parte del patrimonio pubblico».

### I conflitti di attribuzione
I conflitti di amministrazione (come species del genus costituito dai conflitti di attribuzione) consistono in situazioni di contrasto tra organi parimenti investiti di funzioni amministrative (e dunque della cura di interessi pubblici).

Quando però il riparto di competenze è fissato da norme costituzionali e riguarda enti o poteri dello Stato, si parla più propriamente di conflitti di attribuzione nell'accezione di cui all'articolo 134 della Costituzione italiana.